# Hauptwerkstätten der Schweizerischen Bundesbahnen
Hauptwerkstätten wurden bei den Schweizerischen Bundesbahnen (SBB) bis zum Jahr 2000 die Betriebsstätten genannt, in denen der Grossunterhalt am Rollmaterial durchgeführt wurde. Sie entsprachen in etwa den Ausbesserungswerken in Deutschland. Danach wurden sie als «Industriewerke» bezeichnet, heute offiziell als «Werke».

## Geschichte

Mitarbeiter der Werkstätte Zürich 1925 bei der Montage eines Elektromotors für eine Lokomotive 11201

Lehrlinge am Schraubstock in Lehrwerkstatt (1924)

Kontrolle einer Triebachswelle (1955)

Die Hauptwerkstätten gehen auf ursprünglich neun Unterhaltsstandorte zurück, welche die SBB bei ihrer Gründung anfangs 20. Jahrhundert von den Vorgängerbahnen übernommen hatten. Da diese Werkstätten in der Regel für den ganzen Bestand der jeweiligen Bahngesellschaft zuständig waren, existierte gewissermassen alles in mindestens fünffacher Ausführung. So gab es anfänglich viele Überschneidungen, die erst mit der Zeit behoben wurden.
Die neun von den Vorgängerbahnen übernommenen Werkstätten waren folgende:
- Von der Jura-Simplon-Bahn wurden die Hauptreparaturwerkstätten Yverdon, Biel und Freiburg sowie die 1900 erbaute Werkstätte der Brünigbahn in Meiringen übernommen. Die Hauptreparaturwerkstätte in Yverdon war von der Compagnie de l’Ouest Suisse 1856 erbaut und verpachtet worden; 1857 ging man für sechs Jahre zu Eigenregie über, verpachtete sie aber danach wieder. Die Hauptwerkstätte Freiburg war 1861 von der Chemin de fer Lausanne–Fribourg–Berne errichtet worden. Nach der Gründung der Betriebsgemeinschaft Suisse-Occidentale wurde Freiburg zur Wagenwerkstätte. Im Jahr 1877 hatten sich auch die Chemins de fer du Jura bernois entschlossen, in Biel eine eigene Werkstätte zu bauen. Davor hatte diese Bahn die grösseren Arbeiten auswärts nach Freiburg und Olten oder an die Industrie vergeben.[1]
- Von der Schweizerischen Centralbahn wurde die Centralreparaturwerkstätte Olten übernommen.[2]
- Von der Schweizerischen Nordostbahn wurden die Hauptreparaturwerkstätte in Zürich und die Wagenwerkstatt in Romanshorn übernommen. Die ursprüngliche Hauptreparaturwerkstätte war zwischen 1856 und 1858 an der Sihl erbaut worden und wurde schon unter der SBB zwischen 1906 und 1910 durch einen Neubau in Zürich-Altstetten an der Hohlstrasse ersetzt.[3]
- Von den Vereinigten Schweizerbahnen wurden die Hauptwerkstätte für Lokomotiven in Rorschach und die Wagenwerkstatt in Chur übernommen.
- Von der Gotthardbahn wurde die Hauptwerkstätte Bellinzona übernommen.

### Umstrukturierung durch die Schweizerischen Bundesbahnen
Die neuen Hauptwerkstätten waren bis 1924 den Kreisen zugeteilt.
Kreis I mit Sitz in Lausanne: Yverdon und Freiburg,
Kreis II mit Sitz in Basel: Biel und Olten,
Kreis III mit Sitz in Zürich: Zürich,
Kreis IV mit Sitz in St. Gallen: Romanshorn, Rorschach und Chur
Kreis V mit Sitz in Luzern: Bellinzona.
Daneben bestanden bis ins frühen 21. Jahrhundert mehrere SBB-Depotstandorte mit angeschlossenen Werkstätten für Unterhaltsarbeiten und einfachere Reparaturen fort. Diese Aufgaben wurden ab den 1980er-Jahren in neu geschaffene Serviceanlagen verschoben.
Mit Inkrafttreten des Bundesgesetzes über die Organisation und Verwaltung der Schweizerischen Bundesbahnen vom 1. Februar 1923 kam es zu einer ersten grossen Umstrukturierung der SBB. Diese umfasste eine Reduktion von fünf auf drei Kreisdirektionen (I Lausanne, II Luzern, III Zürich) und der Hauptwerkstätten von neun auf sechs. Zudem wurden die Hauptwerkstätten von den Kreisen gelöst und direkt der Abteilung Zugförderung- und Werkstättedienst der Generaldirektion unterstellt. Die ehemalige JS-Wagenwerkstätte Freiburg wurde 1925 geschlossen, die ehemalige VSB-Lokomotivwerkstätte Rorschach 1926 zum Depot degradiert und die ehemalige NOB-Wagenwerkstätte Romanshorn 1928 geschlossen. Die verbliebenen sechs Hauptwerkstätten erlebten im Lauf der Jahrzehnte verschiedene grössere Umbauten.

Lokmontagehalle in Bellinzona (ca. 1970), mit Be 4 6 Be 6 8 und Ae 8 14

Für den Unterhalt der elektrischen Lokomotiven wurden in Bellinzona (1919–21) und Yverdon (1923–24) neue Montagehallen gebaut, während in Zürich die relativ neuen Gebäude mehrheitlich genügten und Neubauten nur in geringerem Ausmass nötig waren. Alle Werkstätten traten ihre Dampflokomotiven nach und nach an Biel ab. Die Hauptwerkstätte Olten wurde so umgebaut, dass Personen- und Gepäckwagen ab 1929 im Taktverfahren behandelt werden konnten. Die Werkstätte Chur wurde redimensioniert, und ihr waren nur noch Güterwagen fest zugeteilt.
In der Regel wurden die einzelnen Bauserien (Lokomotiven und Wagen) einer bestimmten Hauptwerkstätte zugeteilt. Verwandte Baureihen wurden nach Möglichkeit an einem einzigen Standort zusammengefasst, oder es wurden andere Synergien genutzt. So wurden beispielsweise Biel alle Kesselwagen zugewiesen, da dort wegen den Dampflokomotiven noch Kesselprüfer tätig waren.

### Veränderungen durch Bahn- und Unternehmensreformen
Im Zug der europäischen Bahnreformen wurde das Unterhaltskonzept angepasst. Bei den Güterwagen hatten die Reformen massive Auswirkungen, denn vor dieser Änderung gehörte das Untergestell der Privatgüterwagen der Bahngesellschaft, bei denen sie eingestellt waren, danach gehörte der ganze Wagen dem Einsteller. Damit konnte der Wagenhalter neu selber bestimmen, in welcher Werkstätte sein Wagen der Revision unterzogen wurde. Und auch die Entwicklung im Personenverkehr von Einzelwagen zu Triebzügen, wie dem Intercity-Neigezug ICN, änderte die Anforderungen an die Werkstätten und erzeugte Investitionsbedarf.
Die Ausgliederung der SBB aus der Bundesverwaltung und die Umwandlung in eine spezialgesetzliche Aktiengesellschaft von 1999 hatte auch für den Grossunterhalt Folgen: Die Hauptwerkstätte Chur wurde Ende Jahr geschlossen und die Hauptwerkstätte Zürich im Jahr 2002 zum Reparaturcenter degradiert. Die weiteren Hauptwerkstätten Bellinzona, Biel, Olten und Yverdon wurden neu als Industriewerke bezeichnet, nach 2010 schlicht als «Werke». Sie bestehen bis heute fort.

## Standorte

### Bellinzona
Die Hauptwerkstätte Bellinzona ist mit Stand 2020 als Industriewerk für ältere elektrische Lokomotiven der Baureihen Re 4/4II/III und Re 6/6, sowie Güterwagen zuständig. Sie wurde 1886 eröffnet und war ursprünglich die Hauptwerkstätte der Gotthardbahn. Im August 2019 gaben die SBB bekannt, das Werk bis 2026 durch einen 360 Millionen Franken teueren Neubau in Castione-Arbedo ablösen zu wollen. Während die aktuell betreuten Lokomotiven bis 2035 aus dem Dienst scheiden werden, wird das neue Werk sukzessive den schweren Unterhalt von Triebzügen der Typen RABe 503/ETR 610 «Astoro», RABe 524 «Flirt TILO» und RABe 501 «Giruno» übernehmen.

SBB Werk Bellinzona (ehemals Hauptwerkstätte)
Bahnhof Depot und Hauptwerkstätte Bellinzona (1944)
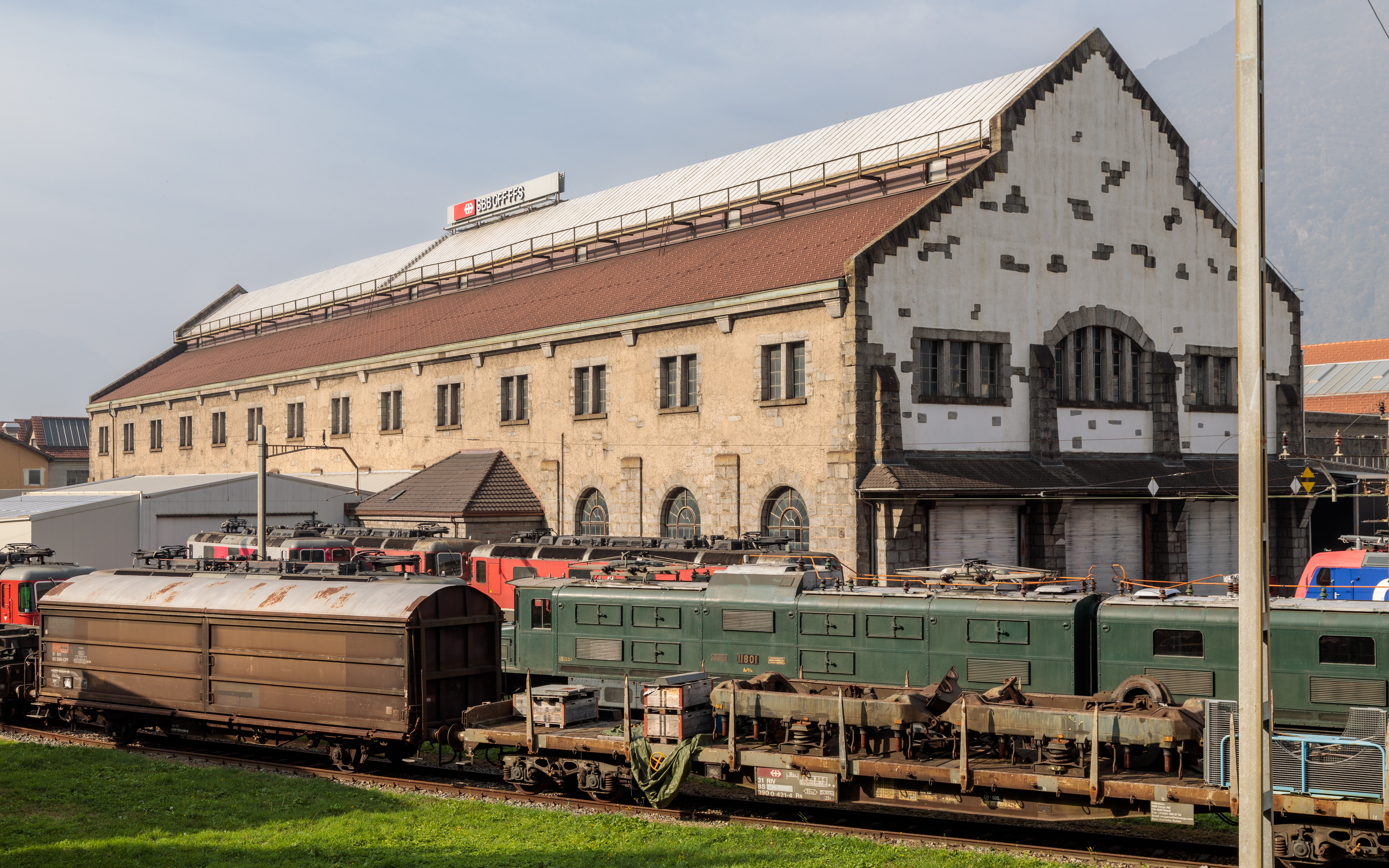
SBB-Industriewerk Bellinzona (2017)
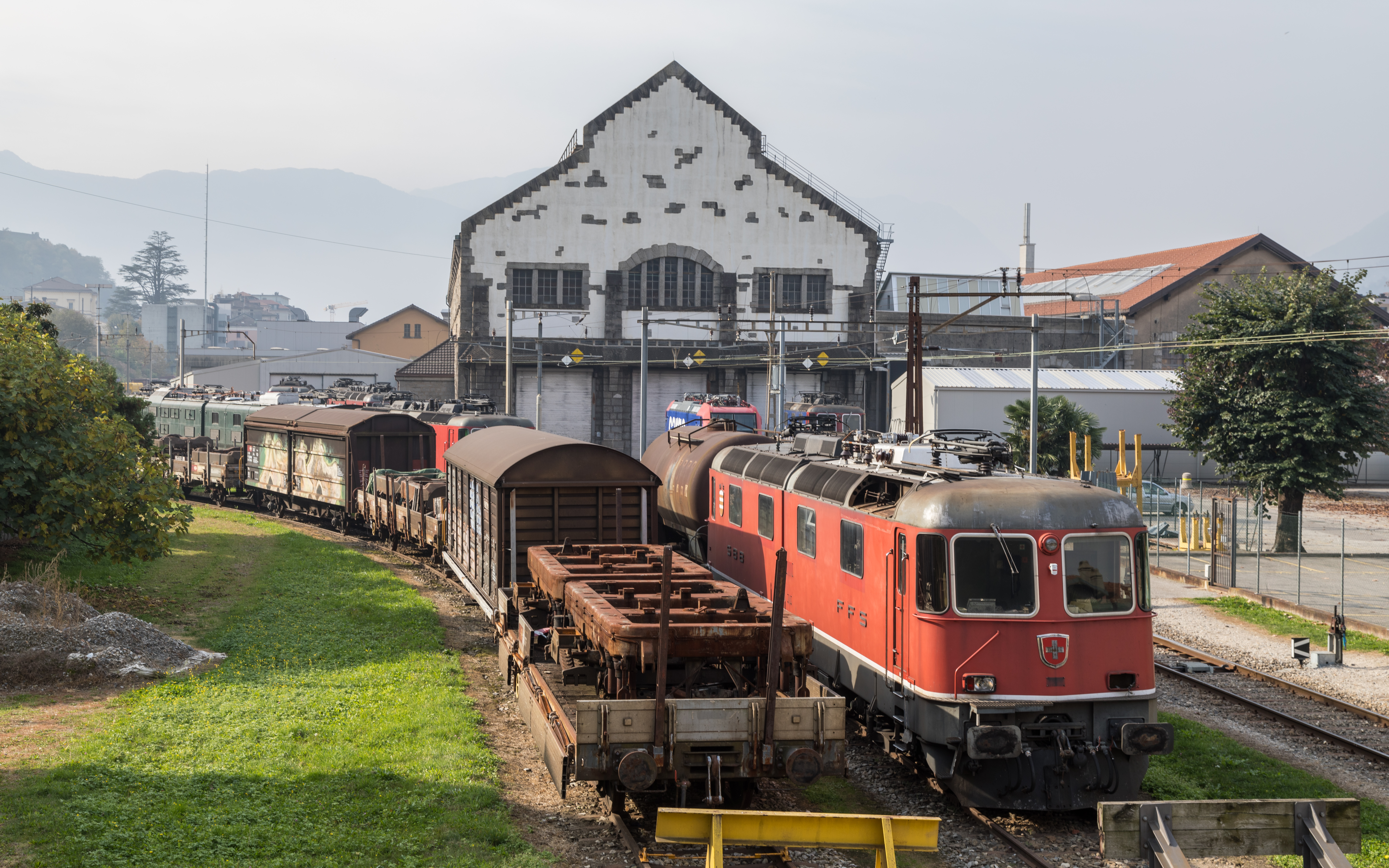
SBB Re 6/6 N° 11602 "Morges" in Bellinzona
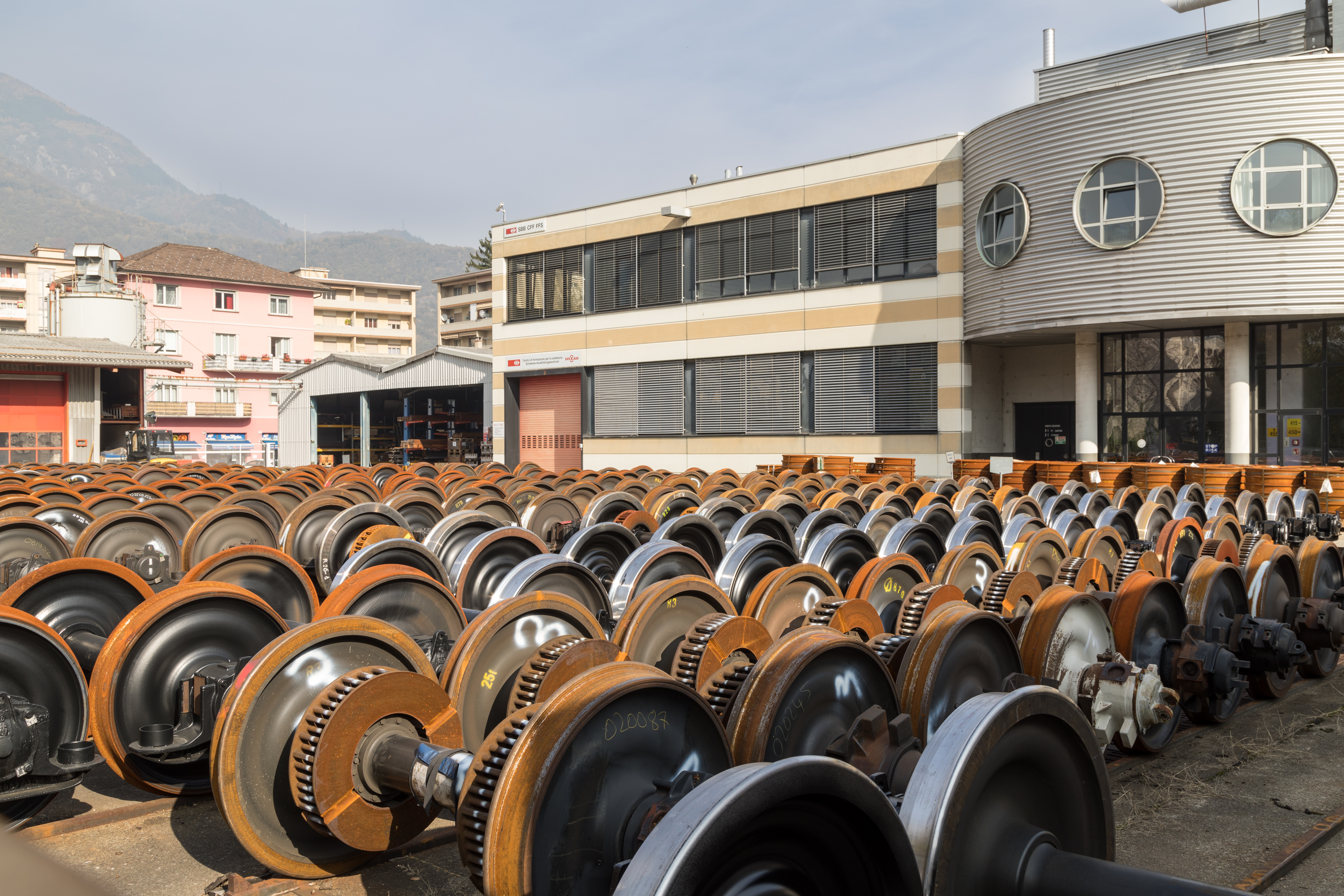
Radsätze beim Werk Bellinzona

### Biel
Die Hauptwerkstätte Biel ist mit Stand 2020 als Industriewerk für alle Fahrzeuge der Division Infrastruktur zuständig, darunter Diesellokomotiven (einschliesslich Division Cargo), Baudienstfahrzeuge, sowie die Lösch- und Rettungszüge (LRZ). Sie war 1877 als Hauptwerkstätte der Chemins de fer du Jura bernois eröffnet worden.

SBB Werk Biel (ehemals Hauptwerkstätte)
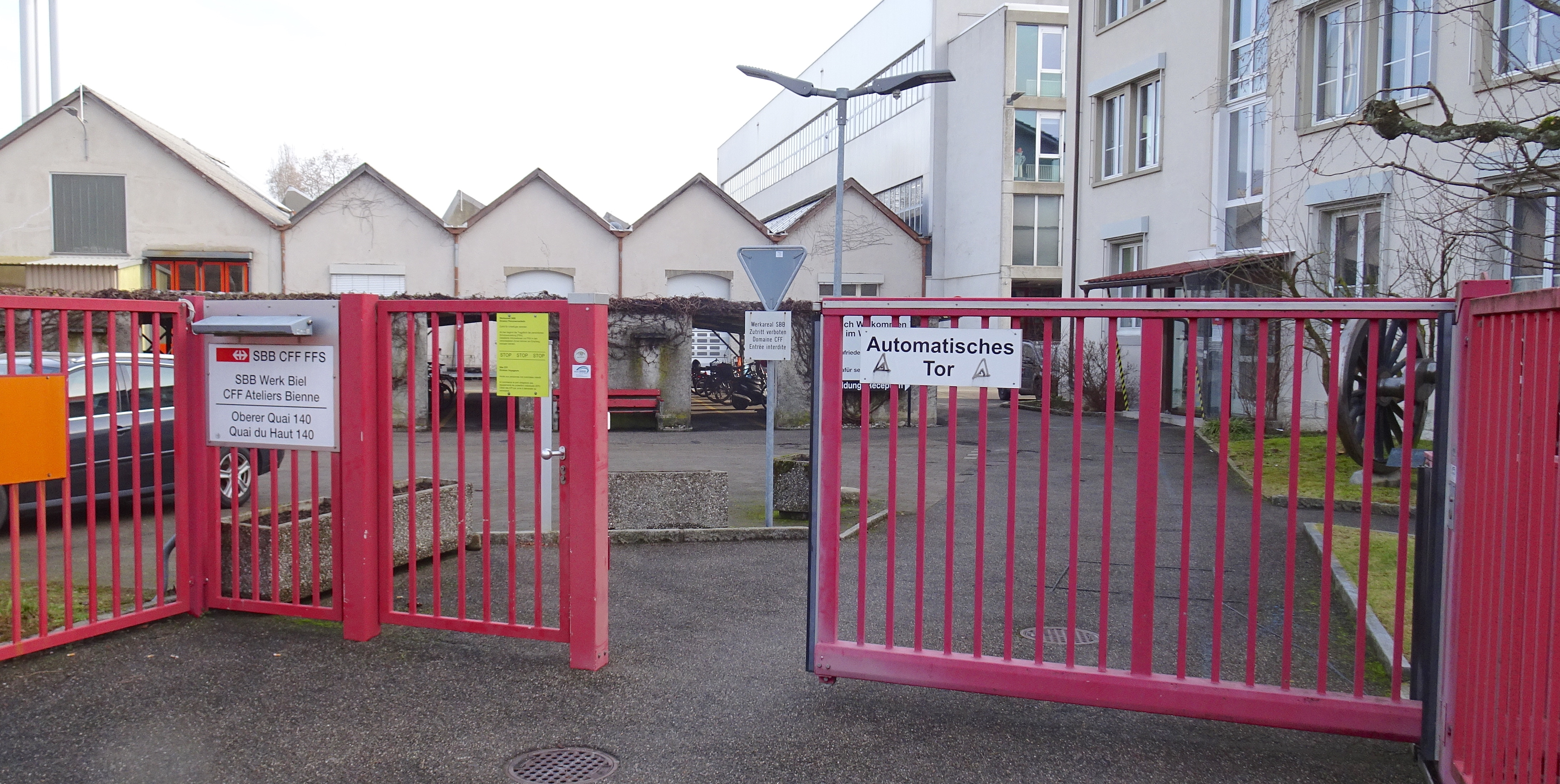
Eingang (2021)
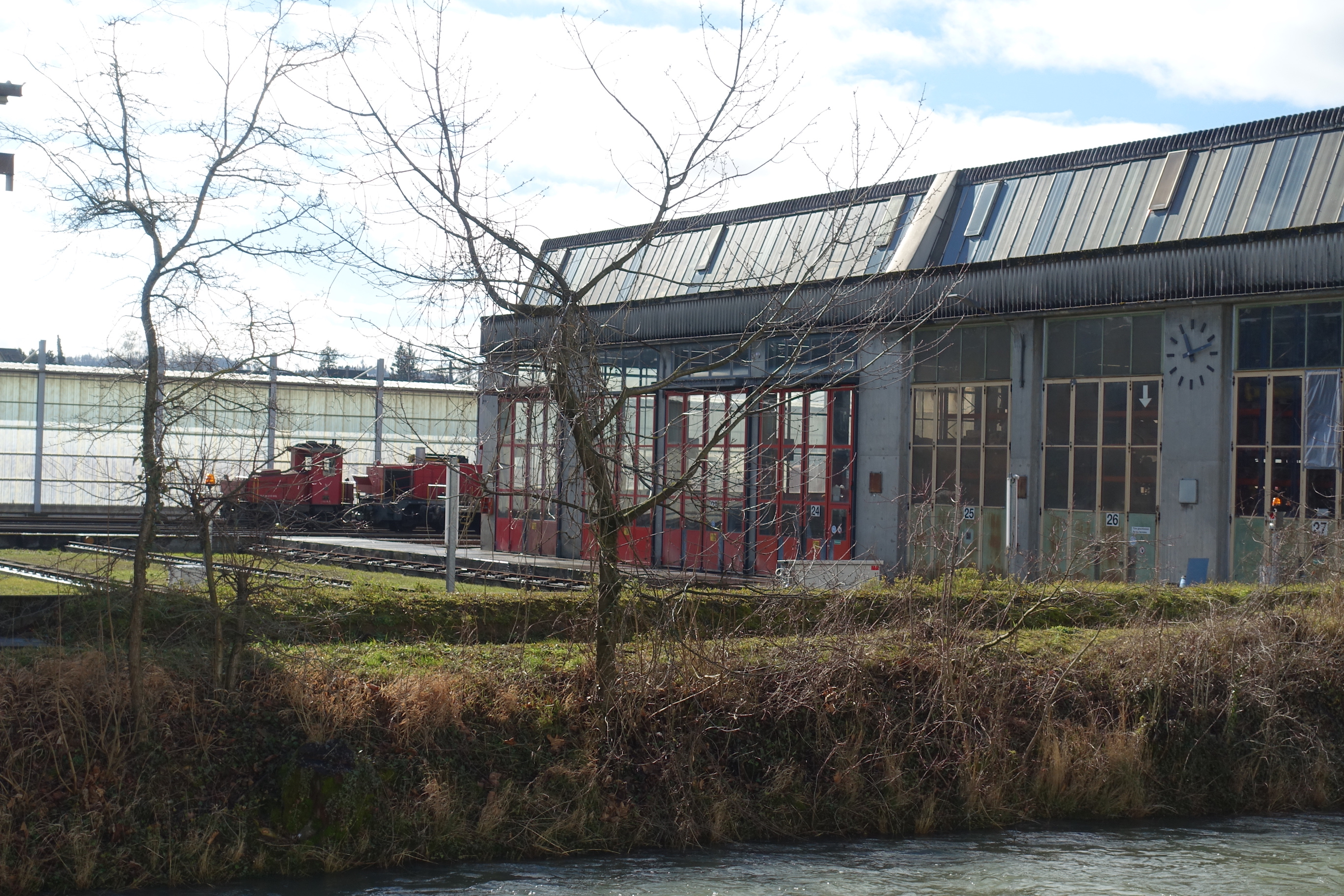
Blick aus Norden über die Schüss (2020)
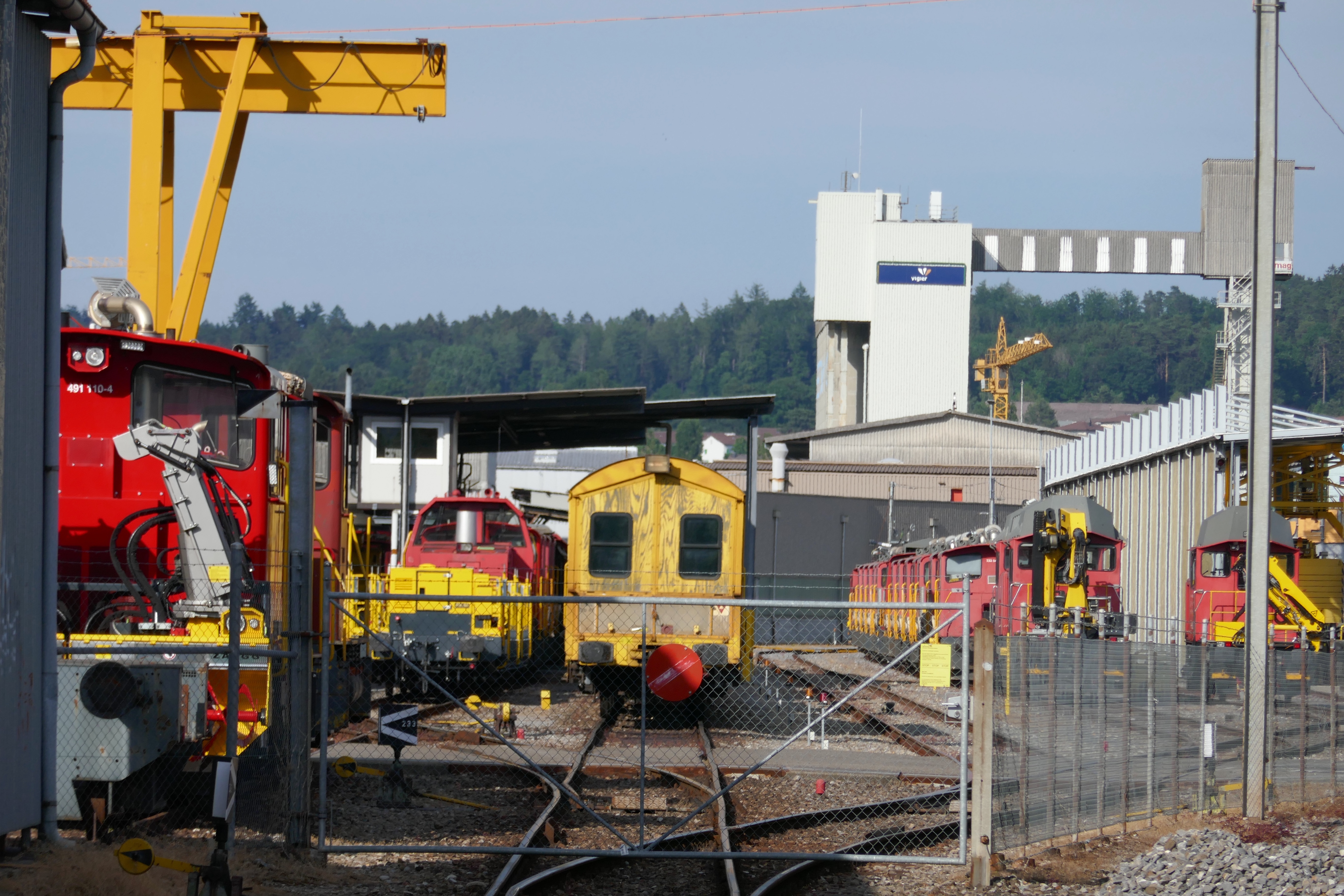
Blick Richtung Nordosten (2022)

### Chur

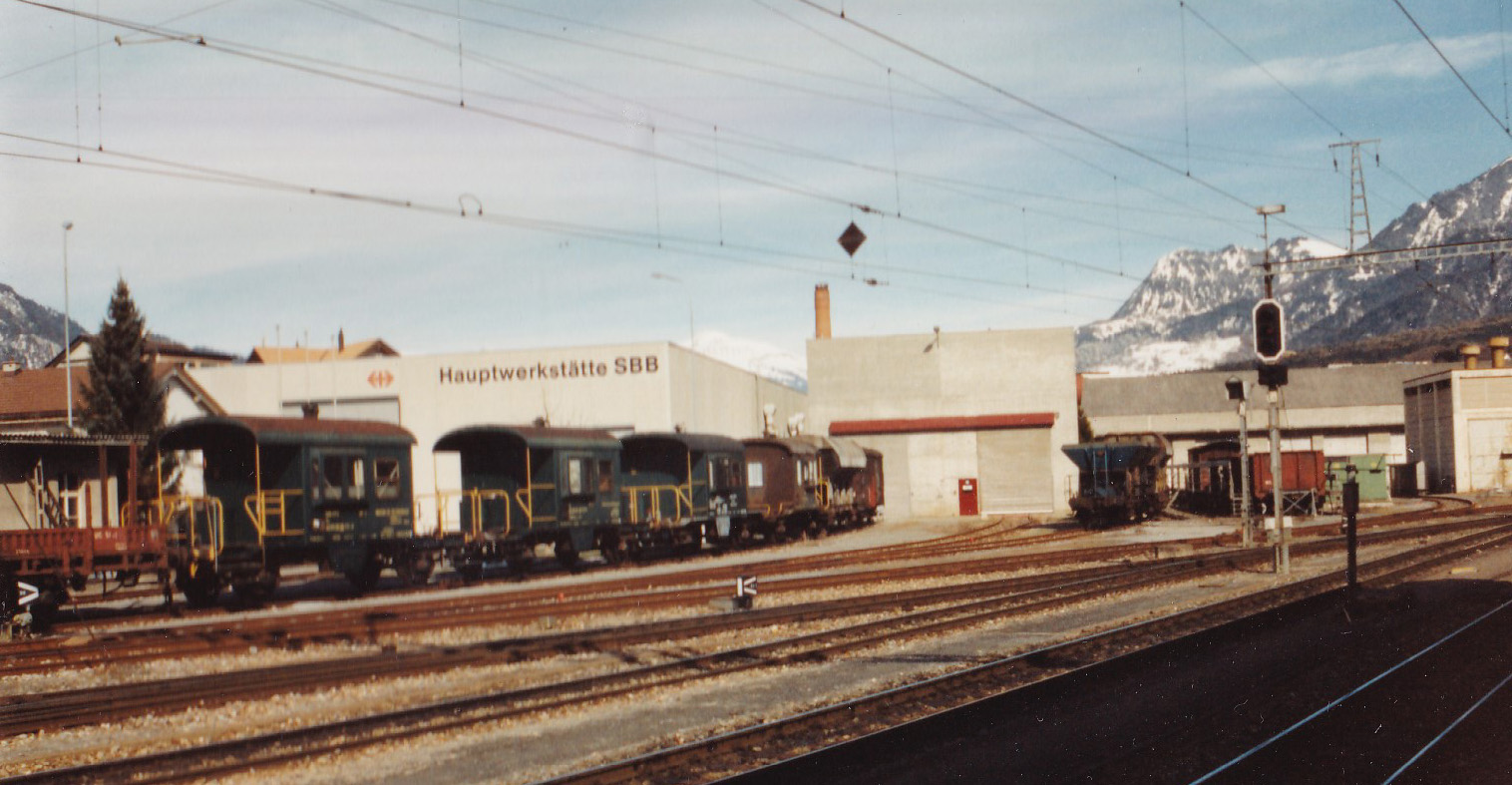
Hauptwerkstätte Chur (1996)

Die Hauptwerkstätte Chur war als Wagenwerkstätte der Vereinigten Schweizerbahnen im Jahr 1857 eröffnet worden, vier Jahre nach der Hauptwerkstätte Olten. Ihre Hauptaufgabe war zu Beginn der Um- und Neubau von Personen- und Gepäckwagen. Der Betrieb beschäftigte 1919 rund 350 Mitarbeiter. Im Jahr 1920 beschloss die Generaldirektion deren Schliessung, zusammen mit Rorschach und Freiburg/Fribourg. Die Arbeiten dazu waren schon weit fortgeschritten, Gebäude abgerissen, Mitarbeiter versetzt oder pensioniert, als auf Betreiben der Behörden von Stadt Chur und Kanton Graubünden auf eine vollständige Schliessung verzichtet wurde. Im folgenden Vierteljahrhundert beschäftigte die Werkstätte Chur im Minimum 100 Mitarbeiter.
In den 1950er Jahren wurden die betriebliche Infrastruktur erneuert, die Transmissionen ausgebaut und Maschinen mittels Einzelmotoren angetrieben, sowie teilweise neue leistungsfähigere Modelle angeschafft. Hauptrevisionen von Güterwagen bildeten den wichtigsten Bestandteil des Arbeitsvolumens. Bis in die 1970er Jahre arbeitete die Werkstätte Chur ohne festes Aufgabenprogramm, sondern stand auch kurzfristig für Reparaturen und Sonderanfertigungen zur Verfügung.
Als kleinste Hauptwerkstätte der SBB wurde Chur Ende 1999 geschlossen.

### Olten

Südteil der Hauptwerkstätte Olten mit der Stadt im Hintergrund (1944)

Die Hauptwerkstätte Olten ist mit Stand 2020 als Industriewerk für alle Personenwagen zuständig sowie zunehmend für Triebzüge des Regionalverkehrs.
Als Hauptwerkstätte der Schweizerische Centralbahn war sie 1853 bis 1857 eröffnet worden. Anfänglich stellte sie sogar Dampflokomotiven, Wagen, Brücken und Weichen her, auch für andere Bahngesellschaften. Erster Werkstättevorstand war der nachmalige Bergbahnpionier Niklaus Riggenbach.

### Yverdon
Die Hauptwerkstätte Yverdon ist mit Stand 2020 als Industriewerk zuständig für Triebfahrzeuge der Division Personenverkehr, darunter Lokomotiven in Drehstrom-/Umrichtertechnik (Re 450, Re 460), ICN-Triebzüge und elektrische Rangierfahrzeuge.
Sie war 1856 als Hauptwerkstätte der Compagnie de l’Ouest Suisse eröffnet worden und ging später zur Betriebsgemeinschaft Suisse-Occidentale über, beides Vorgängergesellschaften der Jura-Simplon-Bahn.

### Zürich

Hauptwerkstätte Zürich: Schmiede und Radsatzdreherei, Aussenansicht mit Freiluftlager (1924)

Die 1858 von der Schweizerischen Nordostbahn (NOB) am Sihlufer eröffnete Hauptwerkstätte Zürich wurde zwischen 1906 und 1910 von Aussersihl weiter nach Westen nach Altstetten verlegt. Im Zuge der Reorganisation der SBB wurde sie im Jahr 2002 zum Reparaturzentrum zurückgestuft. Kernkompetenz des Reparaturcenter Zürich Altstetten (RZA) sind heutzutage Reparaturen und Unterhaltsarbeiten, welche nicht innerhalb vorgegebener Zeitfenster in den Serviceanlagen vorgenommen werden können. Umfassende Hauptrevisionen werden in Zürich keine mehr durchgeführt, hingegen werden Drehgestellrevisonen (R1) und kleine modulare Revisionen (RM) insbesondere am Rollmaterial der S-Bahn Zürich vorgenommen.

### Meiringen
Als Zwitter von Werkstätte und Depotwerkstätte bildete Meiringen einen Sonderfall. In Meiringen wurden an den meterspurigen Fahrzeugen der Brünigbahn Arbeiten ausgeführt, die sonst einer Hauptwerkstätte übertragen worden wären. Dies hätte jedes Mal eine Verladung auf Rollschemel bedingt. Deshalb wurden in der Regel nur Bauteile zur Aufarbeitung in eine Hauptwerkstätte geschickt.

## Oberbauwerkstätte
Die Oberbauwerkstätte Hägendorf wurde 1959 eröffnet und wird mittlerweile als Bahntechnik Center Infrastruktur bezeichnet. In ihr wurde der Oberbau konzentriert, der davor von den Hauptwerkstätten Olten und Zürich mitbetreut wurde. Das BTC ist in der Schweiz der einzige Betrieb der Eisenbahnweichen herstellt; für deren Transport wurden zwischen 1997 und 1999 zusammen mit Sersa und Matisa die Weichentransportwagen (WTW) entwickelt, welche die Auslieferung in vormontiertem Zustand erlauben.
Im Januar 2020 gaben die SBB bekannt, in den Ausbau des Standorts Hägendorf rund 50 Millionen Franken zu investieren. Mit dem Neubau eines Hochregallagers und eines Zwischenbaus mit Kleinteillager, sollen bis Oktober 2023 die Standorte Zentrallager Infrastruktur in Trimbach, das Regionale Bahntechnik Center Mitte (RBC Mitte) in Dulliken, und die Betriebswehrwerkstätte in Härkingen im BTC konzentriert werden.
Funktional zum BTC gehören auch die RBC West in Renens, RBC Ost in Zürich und RBS Süd in Biasca.

## Archivquellen bei SBB Historic
- Hauptwerkstätte Bellinzona (KDII_DIV_SBB66)
- Hauptwerkstätte Biel (KDI_DIV_SBB74)
- Hauptwerkstätte Chur (KDIII_DIV_SBB49)
- Hauptwerkstätte Olten (KDII_DIV_SBB72)